# Persis
Persis (staropersky 𐎱𐎠𐎼𐎿, Pársa, středopersky , Párs, novopersky فارس Fárs, starořecky Περσίς, Persís), nazvána někdy také jako Vlastní Persie, je starověká země na jihozápadě dnešního Íránu (dříve známého jako Persie) a současně kmenové území starých Peršanů. Za Achaimenovců i Sásánovců byla Persis vždy kultovním centrem perské říše, místem s mnoha zarathuštrovskými chrámy ohně, kde si králové zřizovali skalní reliéfy a nápisy. Její nepříznivá poloha však způsobovala, že politické centrum říše leželo velmi často jinde, vždy v západněji položených krajích (Elam, Mezopotámie).
Kulturní proudy helénismu měly na Persidu jen malý vliv, takže se zde íránská kultura mohla nerušeně rozvíjet. Persis tvořila od 6. století př. n. l. jádro achaimenovské říše, později ji dobyl Alexandr Veliký, ve 4. století př. n. l. připadla Seleukovcům, ve 2. století př. n. l. Parthům a nakonec se stala součástí sásánovské monarchie. V 7. století n. l. ji dobyli a islamizovali Arabové.
Nejdůležitějšími městy v Persidě byly za Achaimenovců Persepolis a Pasargady, za Sásánovců Stachr. Sásánovci tu založili i několik nových měst, např. Bíšápúr.
Klimatické podmínky v oblasti byly již ve starověku velmi rozdílné. Antický geograf Strabón uvádí, že pobřežní kraje byly vyprahlé a písčité, zatímco ve vnitrozemí se nacházely četné řeky a jezera. Tam bylo klima chladnější a půda zčásti velmi úrodná (Strabón, Geografie XV. 727).